# Русские в Черновицкой области
Ру́сские в Чернови́цкой о́бласти (укр. росіяни в Чернівецькій області) — русское население Черновицкой области Украины. Наиболее многочисленными этническими группами региона являются украинцы и румыны, меньшая численность у русских и представителей других национальностей. Согласно переписи 2001 года в Черновицкой области проживала 37,9 тысяч русских (4,1 % населения области). Русские буковинцы представляют одну из наименьших русских общин Украины.

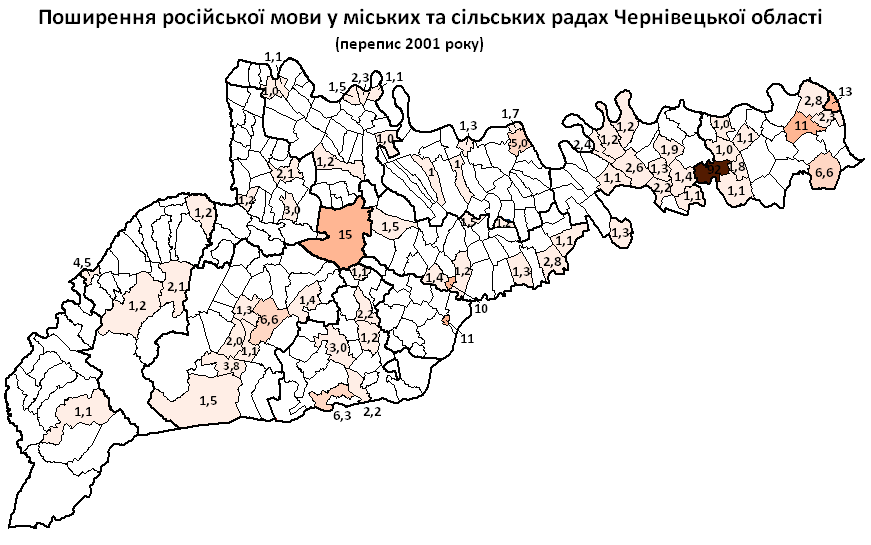
Доля назвавших русский язык родным в городских и сельских советах Черновицкой области по переписи 2001 года.

Русские на территории Черновицкой области являлись самым крупным этносом лишь в двух сёлах — Грубной и Белой Кринице. В целом русское население области разделяют на старообрядцев-липован и русских, переселившихся в область после присоединения к СССР. По переписи 2001 года, русский язык родным назвали 5,3 % населения Черновицкой области.
Первые из них поселились здесь в результате религиозного преследования в России. Они основали ряд поселений, в частности сёла Белая Криница в Глыбокском районе, Липованы в Выжницком районе, Грубна и Белоусовка в Сокирянском районе и другие. Вторая группа русских переселилась после присоединения края к Украинской ССР. Наибольшее количество русских в области приходится на г. Черновцы (11,3 % общего населения города), Новоднестровск (10,2 %) и Сокирянский район (6,2 %). Главная особенность расселения русских — то, что они проживают в основном в городских поселениях.
Главный религиозный центр липован — село Белая Криница (румынское название — Fântâna Albă). Рядом с ним на румынской территории находились липованские села Климауцы и Соколинцы, где проживали липоване. В селе Соколинцы (сейчас — Липованы) русские поселились в 1724 году. В 1785 году в лесу липоване построили монастырь, который в 1791 г. был перенесён в Белую Криницу. Возле монастыря был разведён большой сад, известный под названием Дунин сад, позже описанный в романе «В лесах» Мельниковым-Печерским.

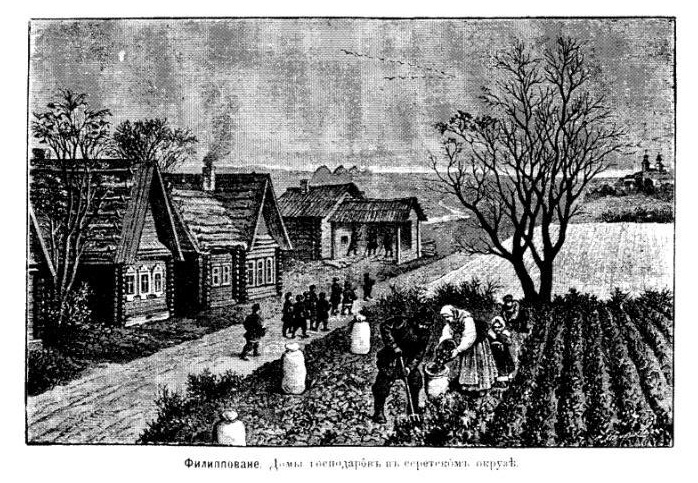
Буковинское старообрядческое липованское село в конце XIX века

В 1786 году на Буковине проживало 83 липованских семей, около 400 человек. Из них в Соколинцах — 27 семей, в Климауцах — 26, в Белой Кринице — 30. В конце XIX века на этой территории уже проживало около 2400 липован поповского направления. С 1840-х годов Буковина и Белая Криница стали важнейшим центром русской старообрядческой диаспоры и вообще староверия. В Белокриницком монастыре была восстановлена старообрядческая иерархия: создана старообрядческая архиерейская кафедра, преобразованная затем в митрополию, а вскоре после этого возникли и зарубежные епархии, подчинённые Белокриницкой иерархии.
Ныне русские старообрядцы Буковины принадлежат к Русской православной старообрядческой церкви; есть 8 приходов: 3 в Сокирнянском районе и по 1 в Черновцах, Выжницком, Глыбоцком, Сторожинецком и Хотинском районах.
В области действует Черновицкое областное общественное объединение «Русская Община Буковины», которое было создано в 1993 году (инициаторы В. М. Довгешко, А. А. Фёдоров, М. Н. Воробьев и В. И. Ляшенко). Областной Совет Общины со дня её основания возглавляет Александр Фёдоров. В 1997 году русская Община Буковины вошла в состав Конгресса Русских Общин Западных областей Украины с центром во Львове, в котором сегодня находятся общины Львовской, Ивано-Франковской, Волынской, Ровненской и Черновицкой областей.
В период с 2012/13 по 2016/17 учебный год в Черновицкой области доля учеников, получавших общее среднее образование в классах с преподаванием на русском языке колебалась в районе 0,31—0,37 %. Также с 2012/13 по 2016/17 учебный год доля учеников области, изучающих русский язык либо в русскоязычных классах, либо как отдельный предмет в классах с украинским или другим языком преподавания, сократилась с 3,36 % до 2,62 %. По данным Государственной службы статистики Украины по состоянию на 2021/22 учебный год в Черновицкой области общее среднее образование в классах с русским языком преподавания получал 161 ученик (0,15 % учащихся в области). По состоянию на 2022/23 учебный год в Черновицкой области не было ни одного класса с русским языком преподавания.